# دیدارهای فوتبال ایران و چین تایپه
تیم ملی ایران و تیم ملی چین تایپه تاکنون ۵ بار در مقابل یکدیگر قرار گرفته‌اند. حاصل این بازیها، ۵ برد متوالی برای تیم ملی ایران بوده‌است.
در این بازیها جمعاً ۲۲ گل به ثمر رسیده‌است که تمامی این ۲۲ گل سهم تیم ملی ایران می‌باشد.
هر پنج دیدار بین این دو تیم بازی رسمی بوده و هرگز این دو تیم در دیداری دوستانه به مصاف هم نرفته‌اند.
ایران و چین تایپه هرگز در کشور بی‌طرف بازی نکرده‌اند و از ۵ بازی این دو تیم ۳ بازی در خاک ایران و ۲ بازی در خاک چین تایپه بوده‌است.

## اولین بازی
اولین بازی بین این دو تیم در تاریخ ۲۳ اردیبهشت ۱۳۴۷ در تایلند از سری مسابقات جام ملت‌های آسیا ۱۹۶۸ برگزار شده‌است که تیم ملی ایران با حساب ۴ بر ۰ تیم ملی چین تایپه را شکست داده‌است.

## بهترین برد
بهترین برد تیم ملی ایران در برابر تیم ملی چین تایپه با نتیجه ۶ بر ۰ (که در دو بازی این نتیجه رخ داده) در انتخابی جام جهانی ۱۹۹۴ حاصل شده‌است.

## فاصله بین بردها
تیم ملی ایران تجربه کسب برد در پنج بازی متوالی در برابر تیم ملی چین تایپه را دارد.

## بررسی کلی بازیها
| بردهای ایران     | ۵ بازی |             | گل‌های ایران | ۲۲ گل                            |        | بازی‌های برگزار شده در ایران | ۳ بازی |
| مساوی            | ۰ بازی | گل‌های مالزی | ۰ گل        | بازی‌های برگزار شده در کشور بی‌طرف | ۰ بازی |                             |        |
| بردهای چین تایپه | ۰ بازی |             |             | بازی‌های برگزار شده در چین تایپه  | ۲ بازی |                             |        |
| مجموع بازی‌ها     | ۵ بازی | مجموع گل‌ها  | ۲۲ گل       | مجموع بازی‌ها                     | ۳ بازی |                             |        |

## عنوان بازیها
| #   | عنوان بازی              | تعداد بازی | برد ایران | برد مالزی | مساوی |
| --- | ----------------------- | ---------- | --------- | --------- | ----- |
| ۱   | انتخابی جام جهانی       | ۲          | ۲         | ۰         | ۰     |
| ۲   | انتخابی جام ملتهای آسیا | ۲          | ۲         | ۰         | ۰     |
| ۳   | جام ملتهای آسیا         | ۱          | ۱         | ۰         | ۰     |
| جمع | جمع                     | ۵          | ۵         | ۰         | ۰     |

## میزبان و میهمان
| بازیهایی که در ایران برگزار شده است       | بازیهایی که در ایران برگزار شده است | بازیهایی که در ایران برگزار شده است | بازیهایی که در ایران برگزار شده است |
| تیم                                       | برد                                 | مساوی                               | باخت                                |
| ----------------------------------------- | ----------------------------------- | ----------------------------------- | ----------------------------------- |
| ایران                                     | ۳                                   | ۰                                   | ۰                                   |
| چین تایپه                                 | ۰                                   | ۰                                   | ۳                                   |
| بازیهایی که در چین تایپه برگزار شده است   |                                     |                                     |                                     |
| تیم                                       | برد                                 | مساوی                               | باخت                                |
| ایران                                     | ۲                                   | ۰                                   | ۰                                   |
| چین تایپه                                 | ۰                                   | ۰                                   | ۲                                   |
| بازیهایی که در کشوری بی‌طرف برگزار شده است |                                     |                                     |                                     |
| تیم                                       | برد                                 | مساوی                               | باخت                                |
| ایران                                     | ۰                                   | ۰                                   | ۰                                   |
| چین تایپه                                 | ۰                                   | ۰                                   | ۰                                   |

## فهرست کلی بازیها
| # | تاریخ     | نتیجه بازی             | ورزشگاه / شهر                | عنوان بازیها                 | گلزنان                                                                                             |
| - | --------- | ---------------------- | ---------------------------- | ---------------------------- | -------------------------------------------------------------------------------------------------- |
| ۵ | ۱۳۸۵/۷/۱۹ | ایران ۲ - ۰ چین تایپه  | ورزشگاه شهرداری تایپه، تایپه | انتخابی جام ملت‌های آسیا ۲۰۰۷ | علی کریمی (۱۰ و ۵۶)                                                                                |
| ۴ | ۱۳۸۴/۱۲/۳ | ایران ۴ - ۰ چین تایپه  | آزادی، تهران                 | انتخابیجام ملت‌های آسیا ۲۰۰۷  | مهرزاد معدنچی (۴۸ و ۶۱) – آندرانیک تیموریان (۳۵) – علی دایی (۸۲)                                   |
| ۳ | ۱۳۷۲/۴/۱۳ | ایران ۶ - ۰ چین تایپه  | عباسیون، دمشق، سوریه         | انتخابی جام جهانی ۱۹۹۴       | علی دایی (۱۸ و ۴۷) – حمید درخشان (۷) – مجید نامجو مطلق (۱۵-پ) – مهدی ابطحی (۲۱) – حمید استیلی (۷۳) |
| ۲ | ۱۳۷۲/۴/۴  | ایران ۶ - ۰ چین تایپه  | آزادی، تهران                 | انتخابی جام جهانی ۱۹۹۴       | علی اصغر مدیرروستا (۴۰ و ۴۶ و ۵۰ و ۷۵) – حمید استیلی (۱۸) – علی دایی (۴۳)                          |
| ۱ | ۱۳۴۷/۲/۲۳ | ایران ۴ - ۰ جمهوری چین | امجدیه، تهران                | جام ملت‌های آسیا ۱۹۶۸         | همایون بهزادی (۳۱) – حسین کلانی (۳۴) – اکبر افتخاری (۵۱) – غلامحسین فرزامی (۵۶)                    |

## گلزنان
کلا ۱۳ بازیکن ایرانی موفق به گلزنی در برابر تیم ملی چین تایپه شده‌اند که  علی دایی و علی‌اصغر مدیرروستا هر کدام با زدن ۴ گل بهترین گلزنان ایران میباشند

### گلزنان ایران
- ۴ گل : علی دایی – علی‌اصغر مدیرروستا
- ۲ گل : علی کریمی – مهرزاد معدنچی – حمید استیلی
- ۱ گل : آندرانیک تیموریان – مهدی ابطحی – مجید نامجو مطلق – حمید درخشان – غلامحسین فرزامی – اکبر افتخاری – حسین کلانی – همایون بهزادی